# Nevada State Route 602
Nevada State Route 602 (ook SR 602 of Casino Center Boulevard) is een 400 meter lange state route in Las Vegas, in de Amerikaanse staat Nevada. De state route begint bij de kruising met Bonanza Road als voortzetting van de North Veterans Memorial Drive en loopt naar de kruising met Stewart Avenue, waar de weg verdergaat onder de naam North Casino Center Boulevard. Daartussen gaat de state route onder Interstate 515/U.S. Route 93/U.S. Route 95 door. Afrit 75B van die interstate eindigt halverwege op State Route 602. Gemiddeld rijden er dagelijks 3.400 voertuigen over de state route (2013).
De weg verscheen in 1952 op een kaart als onderdeel van State Route 5B, die later verdween.